# Monogramista IP
Monogramista IP, také Meister IP, byl německý řezbář původem z Pasova, který působil v letech 1521–1525 v českých zemích a vytvořil zde svá stěžejní díla.

## Život
Monogramista IP přišel do Pasova ve druhém desetiletí 16. století. Byl v kontaktu s dvorním malířem Wolfem Huberem, jehož kresby použil jako náměty pro některé své řezbářské práce. Je možná identický s tzv. Mistrem oltářních křídel z Irrsdorfu (Meister der Irrsdorfer Altarflügel). Jméno anonymního tvůrce je odvozeno od jeho významného díla – drobné řezby Navštívení Panny Marie, které je podepsáno písmeny „IP“.
V Čechách zřejmě pracoval pro Zdeňka Lva z Rožmitálu (Oltář sv. Anny pro zámeckou kapli v Blatné), pro Kostel Matky Boží před Týnem (Oltář sv. Jana Křtitele) nebo pro některého donátora z pražského vysokého kléru nebo královského dvora. Votivní oltář ze Zlíchova byl pravděpodobně původně umístěn v katedrále sv. Víta, kde je pohřben i Zdeněk Lev z Rožmitálu.

## Dílo

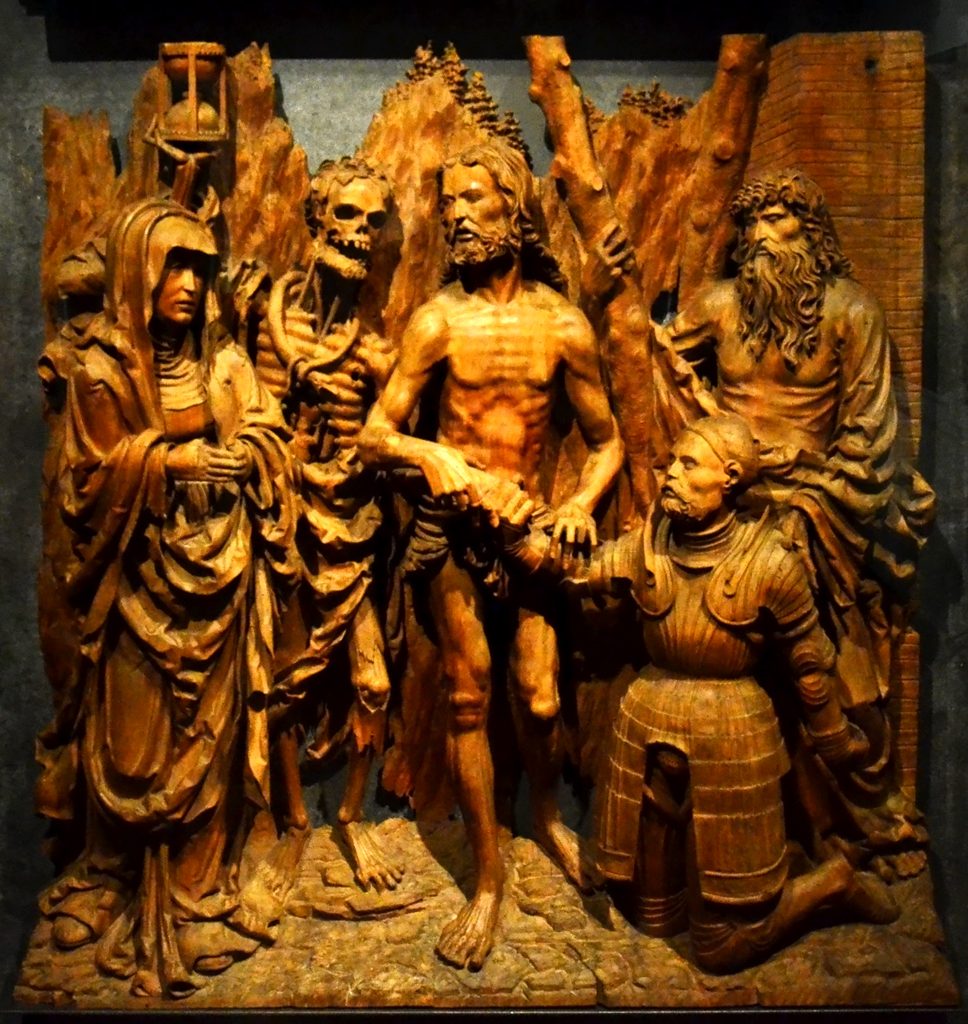
Monogramista IP, Votivní oltář ze Zlíchova (část), Kristus zachránce před smrtí, NG v Praze

Grafické předlohy pro díla Monogramisty IP pocházely od Albrechta Dürera (luneta Votivního oltáře ze Zlíchova), Albrechta Altdorfera, Lucase Cranacha staršího a od Michaela Ostendorfera (dílna Lucase Cranacha). Šablony pocházejí také od norimberských "Malých mistrů" (Nürnberger Kleinmeistern).
Monogramista IP, který v Čechách vytvořil své nejvýznamnější skříňové vyřezávané oltáře, je jedním z nejdůležitějších mistrů podunajské pozdně gotické plastiky. Z témat jeho řezbářských prací je zřejmé, že byl obeznámen s křesťanským humanismem a myšlenkami reformace. Ústředním motivem zlíchovského oltáře je smrt a vykoupení s Marií jako prostřednicí a ústřední postavou Krista – populární téma pozdního středověku z doby před reformací. Dílo Monogramisty IP spojuje pozdně gotickou expresivní a velmi detailní řezbu vysokého reliéfu s renesanční prostorovou kompozicí. Architektonicky budované interiéry s lineární perspektivou a hluboké průhledy do krajiny vycházejí z předloh malířů Dunajské školy, ale rozumově konstruktivní složka jeho díla má těsný vztah k Dürerově grafice a vytváří přechod k Severské renesanci.
Plastiky nejsou polychromovány, aby vynikly jemné detaily, ale řezbář užívá moření k docílení specifické barevnosti dřeva a vědomě pracuje s efektem světla, které prohlubuje prostor a opticky sceluje detaily. Jeho figury jsou modelované plasticky, se znalostí anatomie lidského těla.

### Známá díla

#### České země

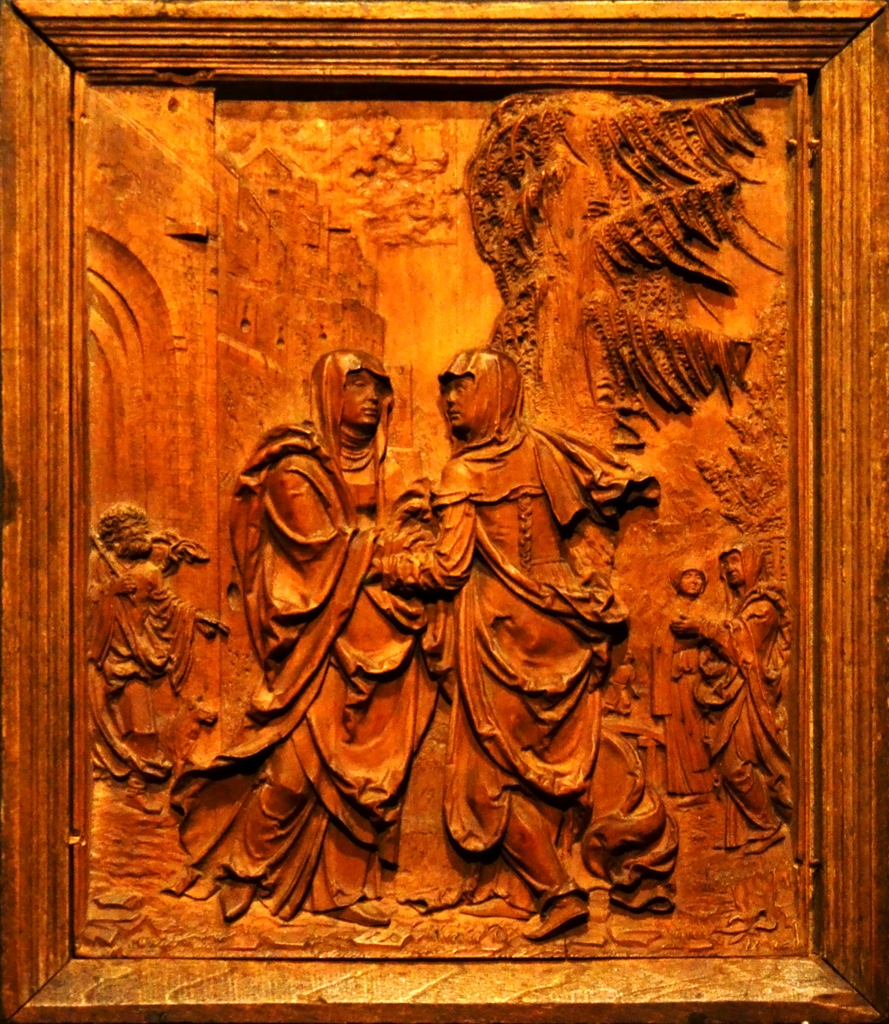
Monogramista IP, Navštívení Panny Marie, Národní galerie v Praze

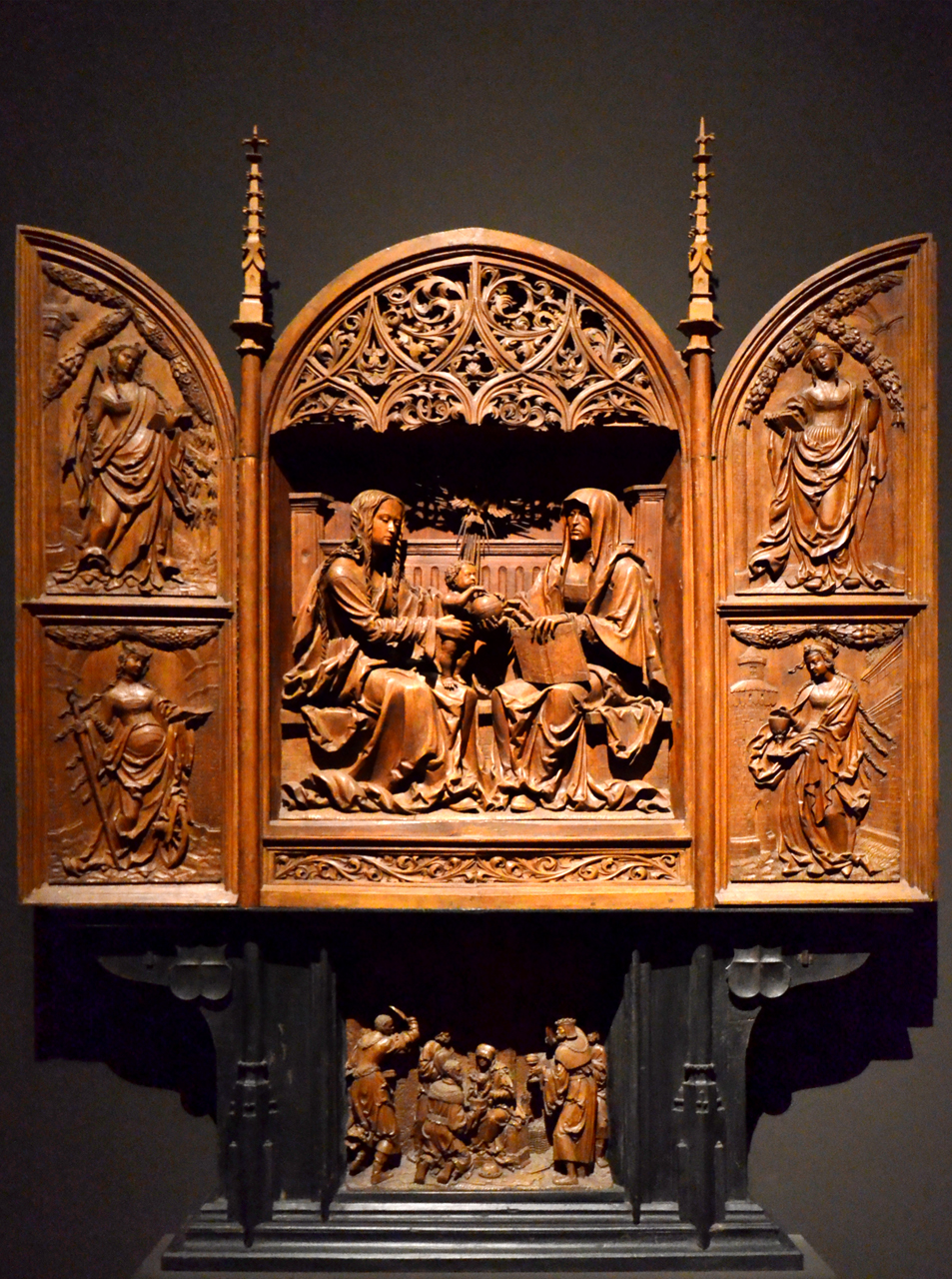
Monogramista IP, oltář sv. Anny (1524)

- Navštívení Panny Marie, původně Mnichovo Hradiště, nyní Národní galerie Praha
- Votivní oltář ze Zlíchova, Národní galerie v Praze[3]
- oltář sv. Jana Křtitele, kostel Matky Boží před Týnem, Praha
- oltář sv. Anny (1524), původně objednán patrně pro kostel v Blatné, později v hradní kapli v Českém Krumlově, naposled v zámecké kapli Narození Panny Marie na Kratochvíli[4]
- fragment z oltáře hradu Rábí – klečící Panna Marie, městské muzeum Sušice
- dvojice skříní s vyřezávanými nástavci, zámek v Jindřichově Hradci
- vývěsní štít pražského hrnčířského cechu

#### Zahraničí
- Křest Kristův, muzeum Landshut

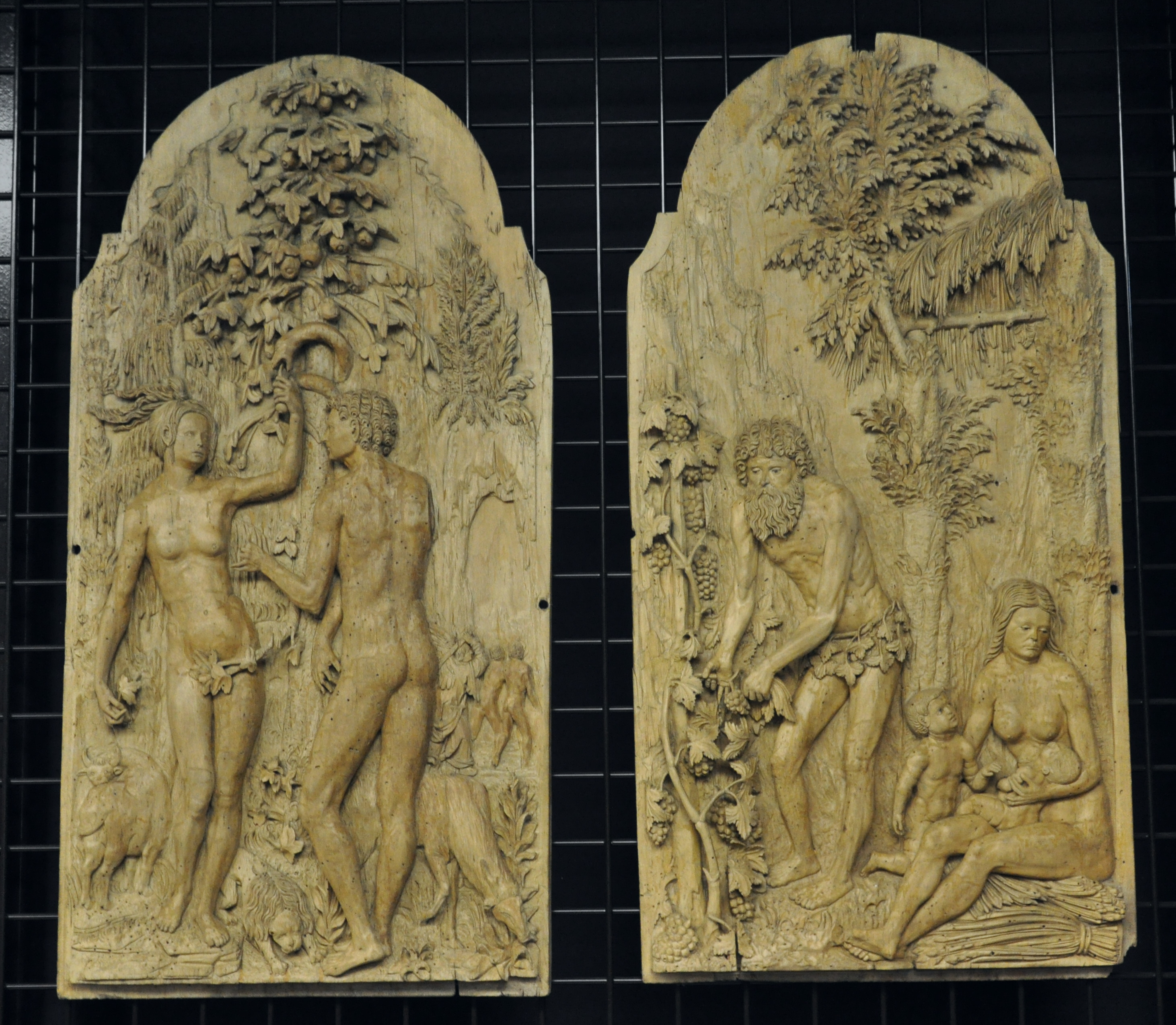
Meister IP (okruh), Vyhnání z ráje, Liebieghaus, Frankfurt

- První hřích, Muzeum středověkého umění, Vídeň
- Oplakávání Krista, reliéf z hruškového dřeva, kolem 1525, Ermitáž, Petrohrad
- Vyhnání z ráje, reliéf z hruškového dřeva, 1521, 16 × 12,5 cm, Österreichische Galerie, Vídeň
- Dvojice figur, zimostráz, kolem 1525, 23 cm, Tiroler Landesmuseum, Innsbruck
- Vyhnání z ráje, reliéf z hruškového dřeva, po r. 1525, 62,5 × 46,5 cm, Schlossmuseum Friedenstein, Gotha
- Vyhnání z ráje, reliéf z hruškového dřeva, kolem 1530, 19,9 × 16,5 cm, Uměleckohistorické muzeum, Vídeň
- Meister IP (okruh), Vyhnání z ráje, Liebieghaus, Frankfurt
- kolem r. 1530, Meister IP (okruh), Paridův soud, Victoria and Albert Museum, Londýn

### Výstavy
- FANTASTISCHE WELTEN – Albrecht Altdorfer und das Expressive in der Kunst um 1500, Städel Museum, Frankfurt[5], Kunsthistorische Museum, Vídeň [6]

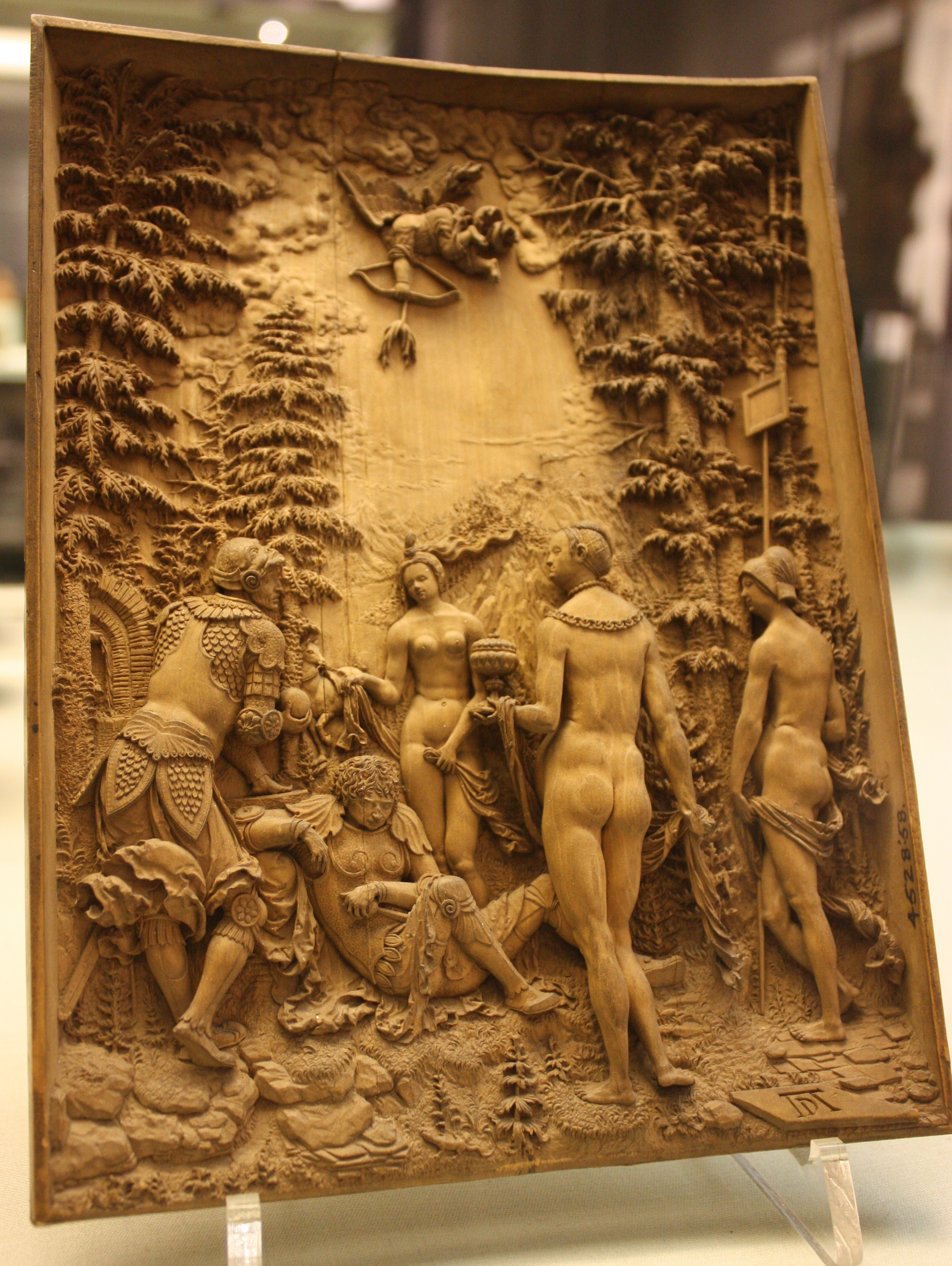
Paridův soud